# Bigvanid
Bígvaníd je brezbarvna organska spojina s formulo HN(C(NH)NH2)2. Topen je v vodi in daje močno lužnato raztopino. V vodni raztopini počasi hidrolizira do amonijaka in sečnine.
Nekateri derivati bigvanida se uporabljajo kot antidiabetične učinkovine za zdravljenje sladkorne bolezni tipa 2 in preprečevanja napredovanja do sladkorne bolezni pri bolnikih z moteno glukozno toleranco.
Bigvanidno skupino vsebujejo tudi nekatere spojine, ki se uporabljajo kot antiseptiki in razkužila (klorheksidin, poliheksadin, aleksidin).

## Bigvanidni antidiabetiki
Med bigvanidne antidiabetike spadajo:
- fenformin – leta 1978 so ga umaknili s trga zaradi visoke pojavnosti laktacidoze in srčno-žilnih zapletov[6]
- metformin
- buformin

Edini od njih na slovenskem tržišču je metformin.

### Mehanizem delovanja
Bigvanidi dosežejo hipoglikemični učinek z zaviranjem nastajanja glukoze v jetrih in njenega sproščanja v kri ter s spodbujanjem porabe glukoze v tkivih ob prisotnosti inzulina. Bigvanidi ne spodbujajo izločanja inzulina, zato sami ne povzročajo hipoglikemij in so v tem pogledu varnejši od sulfonilsečnin. Zavira tudi absorpcijo glukoze iz prebavil. Ne znižuje krvnega sladkorja pri osebah, ki nimajo sladkorne bolezni.

### Neželeni učinki
Povzročijo lahko prebavne motnje, in sicer neješčnost, bolečine, driske, slabost in bruhanje, kovinski okus v ustih. Med hude neželene učinke bigvanidov spada laktacidoza.